# Каширина, Глафира Алексеевна
Глафира Алексеевна Каширина (Ира Каширина) (1920 год, село Сергиевка, Тамбовская губерния — 1 августа 1943 года, Красный, Краснодарский край) — лётчица, участница Великой Отечественной войны, штурман 46-го гвардейского бомбардировочного женского авиаполка, гвардии младший лейтенант, кавалер Ордена Красного Знамени.

## Биография
Глаша Каширина родилась в 1920 году в селе Сергиевка, затем жила в деревне Семенецкое (ныне Краснинского района Липецкой области). Позже переехала с матерью в город Перово в Подмосковье.
Окончила школу № 3 в Перово. Во время учёбы вступила в Московский аэроклуб, так как с детства мечтала быть авиатором, и окончила его до начала войны.

### Великая Отечественная война
С началом Великой Отечественной войны добровольцем вступила в Красную Армию. Окончила Энгельсскую авиационную школу. Была распределена в 588-й ночной лёгкобомбардировочный авиаполк, зачислена авиамехаником в 1-ю эскадрилью под командованием Серафимы Амосовой.
В конце мая 1942 полк прибыл на фронт. Выполнял боевые задания на реках Миус, Северский Донец, Дон, в пригородах Ставрополя.
В августе 1942 года был получен приказ срочно перебазироваться на новую точку. Полк быстро снялся с места, оставив на аэродроме всего два самолёта. У одного из них был неисправен мотор, его ремонтом занимались механик Каширина и старший инженер полка Софья Озеркова. Машина, доставившая необходимые детали, прибыла слишком поздно, к деревне уже подступали немцы. Самолёт было решено сжечь и добираться в расположение своих войск на автомобиле, а когда он сломался, — пешком. Около трёх недель девушки выбирались из фашистского тыла. Наконец, они вышли к Моздоку, где располагались части Красной Армии. К этому времени Глафира уже была больна тифом. Озеркова, разыскав коменданта города, сдала её во фронтовой госпиталь, а сама вернулась в полк. Там больше месяца о их судьбе ничего не было известно. Согласно официальным документам, Каширина и Озеркова считались пропавшими без вести.
После лечения Каширина вернулась в свою часть. Спустя некоторое время была зачислена в штурманскую группу, училась и продолжала работать авиамехаником. Экзамены на штурмана Глафира сдала на отлично и вскоре получила разрешение вылетать на задания.
В ночь с 22 на 23 апреля 1943 года бомбили скопление войск противника на высотах между Новороссийском и «Малой землёй». Глафира Каширина вылетела с заместителем командира эскадрильи Евдокией Носаль. На обратном пути их самолёт был атакован немецким истребителем.

Блеснула вспышка, и не успела передать Ира об этом летчице, как в кабине Дуси вспыхнул огненный шар. На какое-то мгновение Каширину ослепило, но уже через секунду она увидела, что голова Дуси склонилась на плечо. Самолет начал крениться, быстро терял скорость. Ира не успела по-настоящему понять, что случилось, а машина со все возрастающей быстротой неслась навстречу земле.
— Дуся, Дусенька, родная! — кричала Ира. Она стала вспоминать действия летчика в воздухе. Взялась за управление, но сразу поняла, что педали зажаты сползающим с сиденья телом летчицы. Тогда Ира одной рукой попыталась удержать на сиденье безжизненное тело подруги, а другой взялась за управление. Самолет продолжал падать, еще миг — и все было бы кончено. Неимоверным усилием ей удалось на малой высоте вывести машину в горизонтальное положение, а затем снова набрать высоту. После этого Ира развернула «ласточку» курсом на аэродром. У неё онемели руки. Вести самолет становилось все труднее. Вдруг в моторе раздался треск: с земли, вероятно, били зенитки. Появились пробоины в фюзеляже, на стабилизаторе и плоскостях. «Дотянуть до аэродрома, — думала Ира, — чего бы это ни стоило». Показалась линия фронта.
Мертвое тело Дуси продолжало нажимать на управление, заклинивало его, поэтому весь путь Ире пришлось вести самолет одной рукой. Другой она поддерживала тело подруги. Болтанка в воздухе отнимала последние силы. Но вот и аэродром. Каширина долго кружила над полем, не решаясь приземлиться. Потом совершила посадку, первую самостоятельную посадку в ночных условиях. Суметь посадить израненный самолет без навыков управления машиной! Такое по силам только человеку крепкой воли и незаурядного мужества.— М. П. Чечнева, 2006
30 апреля 1943 года за проявленное мужество и умение и спасение самолёта Каширина была награждена Орденом Красного Знамени.
9 июня 1943 года состоялась церемония вручения полку гвардейского знамени Знаменосцем была назначена Наталья Меклин, ассистентами — Глафира Каширина и Екатерина Титова.

### Гибель
С марта по сентябрь 1943 года лётчицы полка участвовали в прорыве «Голубой линии» — системы немецких укреплений на Таманском полуострове.
В ночь с 31 июля на 1 августа Каширина вылетела на задание в экипаже Валентины Полуниной. Их самолёт с седьмым номером был сбит огнём зенитной батареи. Кроме них, в ту ночь погибли экипажи Высоцкой, Роговой, Крутовой.
Похоронена в братской могиле в селе Русское (Крымский район Краснодарского края).

## Воспоминания подруг
Вот как вспоминали Глафиру Алексеевну Каширину подруги:

Её любили за то, что она была полковым поэтом, отлично рисовала, за то, что любую задачу, поставленную командованием, всегда выполняла. Глафира была самая красивая среди нас. И это была не только внешняя красота, но и внутренняя.— Ксения Карпунина

У меня не было родных братьев и сестер. Я завидовала девчатам, которые рассказывали о своих больших семьях, и относилась к Ире как к сестре. Все в ней нравилось мне: мягкие черты лица, брови вразлет, обаятельная улыбка, открывающая ровные белые зубы. Ира была для меня воплощением женственности, той самой женственности, которой, по моему мнению, очень недоставало мне самой, непоседливой девчонке с короткой мальчишеской стрижкой.
Ира была очень впечатлительной, эмоциональной и тонкой натурой…

…Ира Каширина была удивительным человеком. Она привлекала к себе и мягкой улыбкой, и удивительной чуткостью. Её не только любили, к ней все тянулись. Заползла ли в душу тоска, было ли кому-нибудь трудно, постигла ли кого неудача, Ира всегда одной из первых замечала неладное. Подойдет своим легким неслышным шагом, ласково заглянет в глаза подруге, и сразу под взглядом Ирки-Глафирки становилось тепло, просто, легко.— М. П. Чечнева, 2006

Мне до сих пор не верится, что Иры нет. Чудится иногда, что она живет где-то далеко-далеко и так же согревает людей теплом своей щедрой души. И она действительно продолжает жить в памяти боевых подруг, в их сердцах.
Ира была поэтической натурой. Вот почему мне хочется закончить рассказ о ней строчками стихов, которые я прочла в 1961 году в журнале «Работница». Поэт никогда не видел мою дорогую Ирку-Глафирку, но посвятил стихи памяти героически погибшей девушки-комсомолки штурмана Иры Кашириной:
…А я солдат другого поколенья,

И совестно мне нынче пред тобой,

Что, опоздав на год, как на мгновенье,

Не поспешил с тобою вместе в бой.— М. П. Чечнева, 2006

## Награды
- Орден Красного Знамени (27.4.1943)[1]
- Орден Отечественной войны II степени (2.9.1943)[11]